# Arthrophryxus beringanus
Arthrophryxus beringanus is een pissebed uit de familie Dajidae. De wetenschappelijke naam van de soort is voor het eerst geldig gepubliceerd in 1908 door Richardson.